# Almeirim
Almeirim es una ciudad portuguesa perteneciente al distrito de Santarém, en Ribatejo, con cerca de 11 600 habitantes. Desde 2002 que está integrada en la região estatística (NUTS II) de Alentejo y en subregião estatística (NUTS III) de Lezíria do Tejo; anteriormente pertenecía a la antigua región de Lisboa y Valle del Tajo, en la provincia de Ribatejo.

## Geografía
Es sede de un municipio con 221,80 km² de área y 21 957 habitantes (2001), subdividido en 4 freguesias. Los municipio y están limitados al norte por los municipios de Alpiarça, al este y nordeste por Chamusca, al sur por Coruche y Salvaterra de Magos, al oeste por Cartaxo y al noroeste por Santarém.

## Demografía
| Gráfica de evolución demográfica de Almeirim entre 1864 y 2021 |
|                                                                |
| Datos según el nomenclátor publicado por el INE portugués.     |

## Freguesias
Las freguesias de Almeirim son las siguientes:
- Almeirim
- Benfica do Ribatejo
- Fazendas de Almeirim
- Raposa